# 녹전초등학교 직동분교
녹전초등학교 직동분교는 강원도 영월군 중동면 직동리 534-2에 있었던 초등학교 분교이다.16회졸업생명단

## 연혁
- 1940.10.08. 녹전공립심상소학교 부설 직동간이학교 설립인가
- 1944.04.01. 직동공립국민학교로 승격
- 1989.03.01. 녹전국민학교 직동분교장으로 개편
- 1996.03.01. 녹전초등학교 직동분교로 개칭
- 1998.03.01. 폐교